# La Foi de notre enfance
La Foi de notre enfance est un roman de Gabriel d'Aubarède publié en 1958 aux éditions Flammarion et ayant reçu le Grand prix du roman de l'Académie française l'année suivante.

## Éditions
- La Foi de notre enfance, éditions Flammarion, 1958.